# Пчелен прашец
 Тази статия е за пчелен продукт.  За града в Мала Азия вижте Перга.  
Пчелният прашец (още перга или пчелен цветен прашец) е пчелен продукт. Перга (още „пчелен хляб“) е консервиран пчелен прашец с помощта на специална съставка от ензими и мед.
Представлява съединение, състоящо се от цветен прашец, който пчели-работнички смесват със секрет на слюнчените си жлези и нектар, овалват го в мед и правят гранули (топчета) с размер 1 – 2 мм и маса 5 – 6 мг. Пчелите използват прашеца като храна, за отглеждане на личинките, за произвеждане на восък и пчелно млечице. От хората се използва като хранителна добавка, макар че може да предизвика алергични и анафилактични реакции.